# Periplaneta fictor
Periplaneta fictor es una especie de cucaracha perteneciente al género Periplaneta, categorizada en la familia Blattidae, orden Blattodea.

Fue descrita por primera vez en 1966 por Princis. Aparece registrada y publicada en una sección de Kleine Beiträge zur Kenntnis der Blattarien und ihrer Verbreitung. IX. Opuscula Entomologica. Edidit Societas Entomologica Lundensis, 31(1-2), p. 43–60 de 1966.

## Distribución
La especie se distribuye por Asia, en Filipinas y la isla de Borneo.